# Ekelid
Ekelid är en bebyggelse i Varvs socken i Tidaholms kommun i Västra Götalands län. Ekelid ligger 300 m väster om tätorten Ekedalen. Området avgränsades före 2015 till en småort och räknas därefter som en del av tätorten Ekedalen.
Platsen för slaget vid Gestilren år 1210 har av vissa angivit varit här.